# Politične skupine v Evropskem parlamentu
Politične skupine v Evropskem parlamentu so parlamentarne skupine v Evropskem parlamentu - zakonodajni veji oblasti v Evropski uniji.
Politična skupina v Evropskem parlamentu običajno predstavlja uradno parlamentarno predstavništvo ene od evropskih političnih strank (na primer Evropska ljudska stranka, Stranka evropskih socialistov idr.), ki jo včasih dopolnjujejo člani iz drugih nacionalnih političnih strank ali neodvisni politiki. V nasprotju z evropskimi političnimi strankami je političnim skupinam prepovedano organizirati ali financirati politično kampanjo med evropskimi volitvami, saj je to izključna odgovornost strank.
Čeprav je večina političnih skupin v Evropskem parlamentu povezanih z ustrezno politično stranko, so tu tudi primeri, ko se člani dveh političnih strank združijo v skupno politično skupino: na primer Evropska svobodna zveza (EFA) in Evropska zelena stranka (EGP) sta od leta 1999 združeni v skupini Zelenih in Evropske svobodne zveze, saj sta tako močnejši, kot bi bili v samostojni skupini. Enako velja za skupino Renew Europe, katere večina članov je iz stranke Zavezništvo liberalcev in demokratov za Evropo (ALDE), vključuje pa jih tudi nekaj iz manjše Evropske demokratske stranke. Oba sta imela tudi neodvisne poslance, njuni skupini pa so se pridružili tudi evropski poslanci iz manjših strank.
Da je politična skupina uradno priznana s strani Evropskega parlamenta, mora izpolnjevati pogoje, določene v poslovniku Evropskega parlamenta. Ta določa minimalna merila, ki jih mora skupina izpolniti, da se kvalificira kot skupina. Osnovni kriterij je najmanj 23 evropskih poslancev, ki morajo prihajati iz vsaj sedmih držav članic EU. Prav tako morajo imeti poslanci sorodne politične interese in predložiti uradno deklaracijo, v kateri navedejo namen skupine, vrednote, za katere se ta zavzema, in glavne politične cilje, za katere si nameravajo člani skupaj prizadevati.
Politične skupine Evropskega parlamenta v takšni ali drugačni obliki obstajajo od septembra 1952 dalje, od prvega srečanja predhodnice EP, Skupnosti za premog in jeklo. Skupine so bile koalicije evropskih poslancev ter evropskih in nacionalnih strank, ki so jim ti poslanci pripadali.
Prve tri skupine so bile ustanovljene v prvih dneh parlamenta. To so bile "Skupina socialistov" (ki je sčasoma postala skupina S&D), "Skupina krščanskih demokratov" (kasneje skupina EPP) in "Skupina liberalcev in zaveznikov" (kasneje skupina Renew Europe). Z razvojem parlamenta so se pojavile tudi druge skupine. Gaulisti iz Francije so ustanovili Skupino Evropske demokratične unije. Ko so se priključili konservativci z Danske in iz Združenega kraljestva, so ustvarili skupino Evropskih konservativcev, ki se je sčasoma združila s skupino Evropske ljudske stranke. Na prvih neposrednih evropskih volitvah leta 1979 so bile ustanovljene nadaljnje politične skupine in evropske politične stranke.

## 10. sklic Evropskega parlamenta
| Evropska skupina (2024-29) povezane evropske politične stranke | Evropska skupina (2024-29) povezane evropske politične stranke | Evropska skupina (2024-29) povezane evropske politične stranke | Vodja                                | Mandati   |
| -------------------------------------------------------------- | -------------------------------------------------------------- | --- | ------------------------------------ | --------- |
|                                                                | EPP                                                            | Evropska ljudska stranka (EPP) | Manfred Weber                        | 188 / 720 |
|                                                                | S&D                                                            | Napredno zavezništvo socialistov in demokratov Stranka evropskih socialistov (PES)                                                                                         | Iratxe García                        | 136 / 720 |
|                                                                | Patriots                                                       | Domoljubi za Evropo Patriots.eu Evropsko krščansko politično gibanje (ECPM)                                                                                                | Jordan Bardella                      | 84 / 720  |
|                                                                | ECR                                                            | Evropski konservativci in reformisti Zavezništvo konservativcev in reformistov v Evropi (ECR) Evropsko krščansko politično gibanje (ECPM)                                  | Nicola Procaccini Joachim Brudziński | 78 / 720  |
|                                                                | Renew                                                          | Renew Europe Zavezništvo liberalcev in demokratov za Evropo (ALDE) Evropska demokratska stranka (EDP)                                                                      | Valérie Hayer                        | 77 / 720  |
|                                                                | G/EFA                                                          | Skupina Zelenih/Evropske svobodne zveze Evropska zelena stranka (EGP) Evropska svobodna zveza (EFA) Evropska piratska stranka (PPEU) Volt Evropa (Volt)                    | Bas Eickhout Terry Reintke           | 53 / 720  |
|                                                                | GUE/NGL                                                        | Skupina levice v Evropskem parlamentu – GUE/NGL Stranka evropske levice (PEL) Severno zeleno levičarsko zavezništvo (NGLA) Zdaj ljudje! (NTP!) Živalska politika EU (APEU) | Martin Schirdewan Manon Aubry        | 39 / 720  |
|                                                                | ESN                                                            | Evropa suverenih narodov Patriots.eu | René Aust Stanisław Tyszka           | 25 / 720  |
|                                                                | NI                                                             | Samostojni poslanci in ostali | /                                    | 32 / 720  |

## 9. sklic Evropskega parlamenta
| Evropska skupina (2019-24) povezane evropske politične stranke | Evropska skupina (2019-24) povezane evropske politične stranke | Evropska skupina (2019-24) povezane evropske politične stranke | Vodja                           | Št. poslancev | Št. poslancev |
| Evropska skupina (2019-24) povezane evropske politične stranke | Evropska skupina (2019-24) povezane evropske politične stranke | Evropska skupina (2019-24) povezane evropske politične stranke | Vodja                           | Pred Brexitom | Po Brexitu    |
| -------------------------------------------------------------- | -------------------------------------------------------------- | --- | ------------------------------- | ------------- | ------------- |
|                                                                | EPP                                                            | Evropska ljudska stranka (EPP) | Manfred Weber                   | 182 / 751     | 187 / 705     |
|                                                                | S&D                                                            | Napredno zavezništvo socialistov in demokratov Stranka evropskih socialistov (PES)                                                                                         | Iratxe García                   | 154 / 751     | 147 / 705     |
|                                                                | Renew                                                          | Renew Europe Zavezništvo liberalcev in demokratov za Evropo (ALDE) Evropska demokratska stranka (EDP)                                                                      | Stéphane Séjourné               | 108 / 751     | 98 / 751      |
|                                                                | G/EFA                                                          | Skupina Zelenih/Evropske svobodne zveze Evropska zelena stranka (EGP) Evropska svobodna zveza (EFA) Evropska piratska stranka (PPEU) Volt Evropa (Volt)                    | Terry Reintke Philippe Lamberts | 74 / 751      | 67 / 705      |
|                                                                | ID                                                             | Identiteta in demokracija Stranka identitete in demokracije (ID) | Marco Zanni                     | 73 / 751      | 76 / 705      |
|                                                                | ECR                                                            | Evropski konservativci in reformisti Zavezništvo konservativcev in reformistov v Evropi (ECR) Evropsko krščansko politično gibanje (ECPM)                                  | Raffaele Fitto Ryszard Legutko  | 62 / 751      | 61 / 705      |
|                                                                | GUE/NGL                                                        | Skupina levice v Evropskem parlamentu – GUE/NGL Stranka evropske levice (PEL) Severno zeleno levičarsko zavezništvo (NGLA) Zdaj ljudje! (NTP!) Živalska politika EU (APEU) | Manon Aubry Martin Schirdewan   | 41 / 751      | 39 / 705      |
|                                                                | NI                                                             | Samostojni poslanci in ostali Zavezništvo za mir in svobodo (APF) Pobuda komunističnih in delavskih strank                                                                 | /                               | 54 / 751      | 29 / 705      |